# Maximilla
Maximilla (2. století) byla křesťanská prorokyně, jedna z prvních vůdkyň montanistů v Malé Asii během 2. století.

## Život
O původu Maximilly není mnoho známo. Je možné, že pocházela z římské měšťanské rodiny ze střední Frýgie.
Maximilla se uvádí jako raná představitelka montanismu. V rámci tohoto hnutí byla prorokyní a působila podobně jako další raně křesťanští proroci. Po smrti zakladatele Montana, který dal hnutí jméno, a další prorokyně Priscilly, pokračovala Maximilla ve vedení hnutí až do své smrti snad kolem roku 197.
Spolu s Montanem a Priscillou je několikrát zmíněna v knihách církevních otců, např.
- u Tertulliana (kolem 150–220), který s montanismem sympatizoval, v De ieiunio adversus psychicos (kolem 150–220) v kapitole I.
- u Hippolyta Římského (kolem 170–235) v Refutatio omnium haeresium (Kniha VIII, 19 a Kniha X, 25) je označuje za „scestí Frygů“,
- u Cyrila Jeruzalémského (313–386) v Procatechesis et Catecheses ad illuminandos, který v 8. kapitole montanisty rozsáhle uráží, a
- u Vincence Lerinského († před 450) v Commonitorium (18, 24), kde prohlašuje Tertulliana za „zamilovaného do bláznivých žen“.

U Eusebia z Cesareje († kolem 340) se v kapitolách 14 a 16 z 5. knihy Historia Ecclesiastica podrobná protimontanistická polemika, v níž Eusebius cituje jiného, nejmenovaného autora, který mj. informuje o „dvou ženách naplněných falešným duchem, takže stejně jako zmíněný Montanos říkaly nesmyslné, zmatené a podivné věci“. Eusebius cituje stejný zdroj ohledně Maximilliny smrti, že se oběsila „jako Jidáš Iškariotský“.
Ve vědě se diskutuje o rovnocenné nebo snad vedoucí roli Maximilly a Priscilly při zakládání a ustavení hnutí ve vztahu k Montanovi, podle něhož církevní otcové hnutí pojmenovali. V každém případě je obecná shoda na tom, že Maximilla a Priscilla poskytly primární prorocký obsah a daly hnutí směr.

## Dílo
Od Maximilly ani jiných představitelů montanismu se nedochovaly žádné spisy. Epifanios ze Salaminy ve svém díle Panárion, polemiky proti různým soudobým herezím, v kapitole 48 uvádí několik citátů:
- Neposlouchejte mne, ale poslouchejte Krista. (Epiph., Pan. 48, 12,4)
- Jeden je Duch svatý, který každému přiděluje, jak chce. (Epiph., Pan. 48, 12,12)
- Pán mě poslal, ať chci nebo ne, abych byla nositelem, hlasatelem a vykladačem tohoto břemene a této smlouvy a tohoto zaslíbení, abych předávala poznání Boha. (Epiph., Pan. 48, 13.1)
- Po mně už nebude žádný prorok, ale dovršení. (Epiph., Pan. 48, 2,4)